# Jeri Ryan

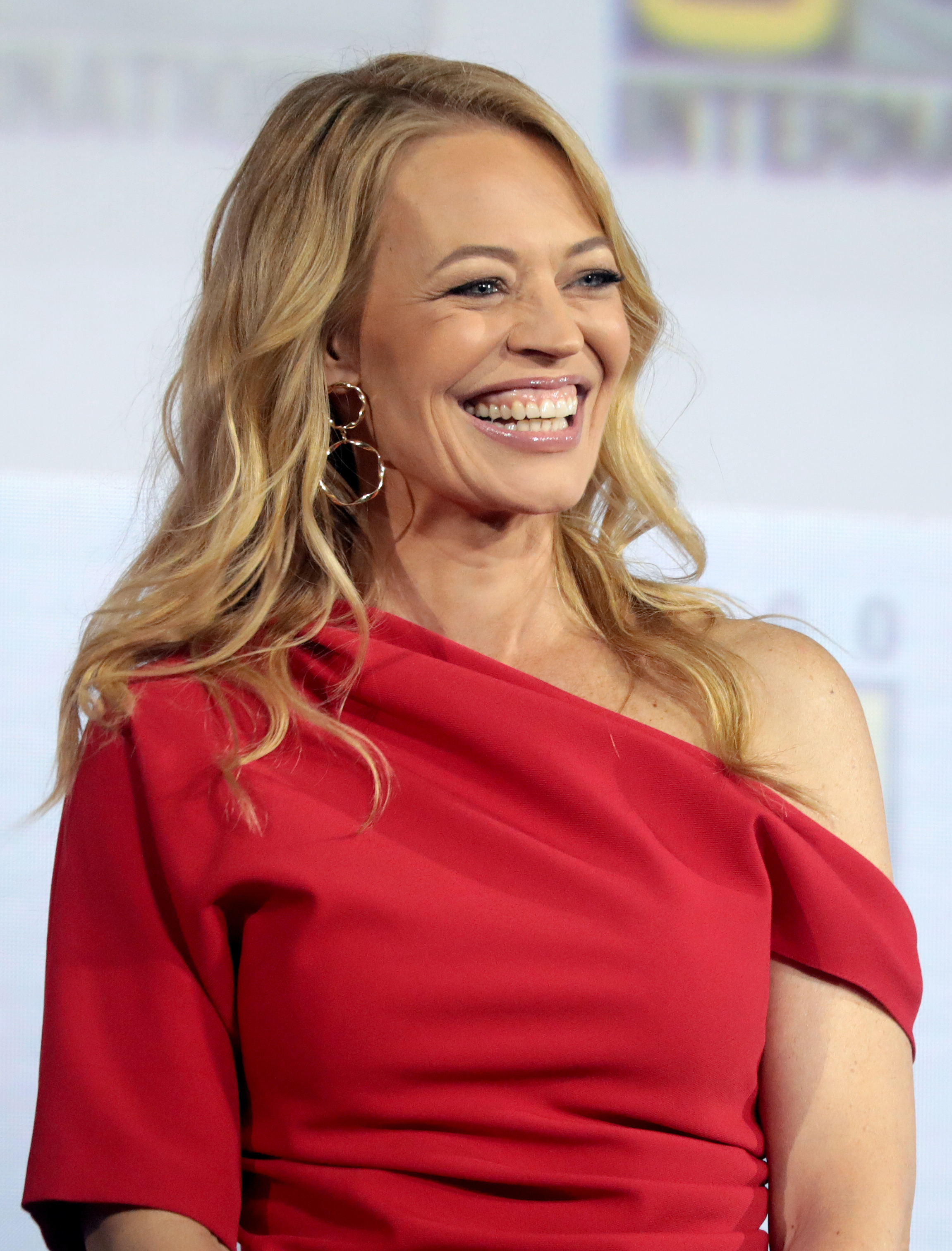
Jeri Ryan (2019)

Jeri Ryan (* 22. Februar 1968 als Jeri Lynn Zimmermann in München) ist eine US-amerikanische Schauspielerin. Sie wurde vor allem durch ihre Rolle als Seven of Nine in der Fernsehserie Star Trek: Raumschiff Voyager bekannt, diese spielt sie auch in der Serie Star Trek: Picard.

## Leben
Jeri Ryan wurde 1968 in München als Tochter von Sharon Zimmermann und U.S. Army-Master Sergeant Gerhard „Jery“ Florian Zimmermann geboren. Sie hat einen älteren Bruder.
Als Ryan elf Jahre alt war, ließ sich die Familie in Paducah (Kentucky) nieder. Dort besuchte sie später die Lone Oak High School und studierte schließlich an der Northwestern University in Chicago, wo sie der Studentenverbindung Alpha Phi angehörte. In Chicago nahm sie an Schönheitswettbewerben teil und wurde „Miss Northwestern Alpha Delta Phi“. 1989 wurde sie Miss Illinois und später Vierte bei den Wahlen zur Miss America.
Mit einem Bachelor-Abschluss in Theaterwissenschaften ging sie nach Los Angeles, wo sie in verschiedenen Fernsehserien in Gastrollen auftrat. 1991 heiratete sie den Politiker Jack Ryan, mit dem sie einen Sohn bekam. Die Ehe wurde 1999 geschieden. Nach Bekanntwerden von Details aus dem Scheidungsverfahren zog Jack Ryan seine Kandidatur um ein Senatoren-Amt gegen Barack Obama zurück. Nach ihrer Ehe war Jeri Ryan mit Brannon Braga zusammen, der neben Rick Berman einer der Produzenten von Star Trek: Raumschiff Voyager war.
Von 1997 bis 2001 verkörperte sie in dieser Serie Seven of Nine. Nach dem Ende von Raumschiff Voyager übernahm Ryan verschiedene Rollen in US-Serien. So war sie von 2001 bis 2004 als Ronnie Cooke in der Serie Boston Public zu sehen. Von 2006 bis 2008 spielte sie eine der Hauptrollen der Serie Shark. Von 2011 bis 2013 war sie als Dr. Kate Murphy in der Serie Body of Proof zu sehen. Ebenso hatte sie wiederkehrende Rollen in den Serien O.C., California, Two and a Half Men, Leverage und Bosch, bis sie 2020 erneut die Rolle der Seven of Nine in der Serie Star Trek: Picard übernahm.
Ryan wird hauptsächlich von Anke Reitzenstein synchronisiert. Von Februar 2005 bis Ende 2010 besaß Ryan mit Christophe Emé das Restaurant Ortolan in Los Angeles. Seit 2007 ist Ryan mit Emé verheiratet und wurde im März 2008 Mutter einer Tochter.

## Filmografie (Auswahl)
- 1991: Wer ist hier der Boss? (Who’s the Boss?, Fernsehserie, Folge 7x17)
- 1991: Flash – Der Rote Blitz (The Flash, Fernsehserie, Folge 1x15)
- 1991: Hallo Schwester! (Nurses, Fernsehserie, Folge 1x06)
- 1991: Verducci & Sohn (Top of the Heap, Fernsehserie, Folge 1x06)
- 1991: Die Staatsanwältin und der Cop (Reasonable Doubts, Fernsehserie, Folge 1x10)
- 1991: Nightmare in Columbia County (Fernsehfilm)
- 1992: Just Deserts (Fernsehfilm)
- 1993: Matlock (Fernsehserie, Folgen 8x02 und 8x03)
- 1993: Die Tragödie von Waco (In the Line of Duty: Ambush in Waco, Fernsehfilm)
- 1994: Time Trax – Zurück in die Zukunft (Time Trax, Fernsehserie, Folge 2x18)
- 1995: Mord ist ihr Hobby (Murder, She Wrote, Fernsehserie, Folge 11x13: Mord in Kairo)
- 1995: Charlie Grace – Der Schnüffler (Charlie Grace, Fernsehserie, Folge 1x05)
- 1996: Diagnose: Mord (Diagnosis Murder, Fernsehserie, Folge 3x16: Ein Buch bringt Mord)
- 1996: Callgirl nach Schulschluß – Das Geheimnis einer Tochter (Co-ed Call Girl, Fernsehfilm)
- 1996: Melrose Place (Fernsehserie, 2 Folgen)
- 1996: Pier 66 (Fernsehfilm)
- 1997–2001: Star Trek: Raumschiff Voyager (Star Trek: Voyager, Fernsehserie, 102 Folgen)
- 1997: Dark Skies – Tödliche Bedrohung (Dark Skies, Fernsehserie, 8 Folgen)
- 1998: Men Cry Bullets
- 1998–1999: Der Sentinel – Im Auge des Jägers (The Sentinel, Fernsehserie, 2 Folgen)
- 2000: Wes Craven präsentiert Dracula (Wes Craven Presents Dracula 2000)
- 2000: The Last Man
- 2001–2004: Boston Public (Fernsehserie, 59 Folgen)
- 2003: Down with Love – Zum Teufel mit der Liebe! (Down with Love)
- 2004–2011: Two and a Half Men (Fernsehserie, 3 Folgen)
- 2005: O.C., California (The O.C., Fernsehserie, 7 Folgen)
- 2006: Boston Legal (Fernsehserie, 2 Folgen)
- 2006–2008: Shark (Fernsehserie, 34 Folgen)
- 2009–2010: Law & Order: Special Victims Unit (Fernsehserie, 3 Folgen)
- 2009–2011: Leverage (Fernsehserie, 8 Folgen)
- 2010: Psych (Fernsehserie, Folge 4x15)
- 2010: Secrets in the Walls (Fernsehfilm)
- 2011: Mortal Kombat: Legacy (Webserie)
- 2011: Criminal Intent – Verbrechen im Visier (Law & Order: Criminal Intent, Fernsehserie, Folge 10x03)
- 2011–2012: Warehouse 13 (Fernsehserie, 2 Folgen)
- 2011–2013: Body of Proof (Fernsehserie, 42 Folgen)
- 2014: Helix (Fernsehserie, 3 Folgen)
- 2014–2017: Major Crimes (Fernsehserie, 3 Folgen)
- 2015: Navy CIS (NCIS, Fernsehserie, Folge 12x11)
- 2015: Arrow (Fernsehserie, Folge 4x02)
- 2016–2017: Bosch (Fernsehserie, 9 Folgen)
- 2016: Kleine Helden, große Wildnis 2 – Abenteuer Serengeti (Against the Wild 2: Survive the Serengeti)
- 2019: Devil’s Revenge
- 2020–2023: Star Trek: Picard (Fernsehserie, 26 Folgen)
- 2020: MacGyver (Fernsehserie, 3 Folgen)
- 2023: Dark Winds (Fernsehserie, 4 Folgen)

## Auszeichnungen (Auswahl)
- Für ihre Rolle der Seven of Nine in Star Trek: Raumschiff Voyager wurde sie mehrmals für den Saturn Award nominiert, 2001 erhielt sie den Preis.
- 1999 wurde sie in der Kategorie Beste Darstellerin in einer Serie – Drama mit dem Golden Satellite Award ausgezeichnet.
- 2024 wurde sie in der Kategorie Beste Nebendarstellerin in einer Streaming-Dramaserie mit dem ASTRA Award für ihre Rolle als Seven of Nine in der Serie Star Trek: Picard ausgezeichnet.[4]
- 2024 wurde sie in der Kategorie Beste Nebendarstellerin in einer TV-Serie mit dem Saturn Award für ihre Rolle als Seven of Nine in der Serie Star Trek: Picard ausgezeichnet.